# Mangué Camara
Mangué Camara né le 14 juin 1982 à Macenta est un footballeur international guinéen. Il joue au poste de milieu défensif.

## Carrière
En 2002, il joue à l'Association sportive Kaloum Star.
En 2004, Mangué Camara signe au FC Rouen ; il a joué 173 matches et a marqué six buts. Après avoir passé six ans au club normand, il s'en va dans l'Allier à l'AS Moulins. Lors de la saison 2013/2014, son équipe atteint les quarts de finale de la coupe de France, éliminée par Angers SCO aux tirs au but. Il a joué aux côtés de Pedro Kamata et Jason Berthomier durant son parcours à Moulins. Il a joué 126 matches et a marqué neuf buts. 

## Sélections nationales
De 2003 à 2009, il joue pour la Guinée. Il a joué sept rencontres, dont six officielles.

## Palmarès
- Champion de CFA : 2009 (Groupe D)